# 泉南市立信達中学校
泉南市立信達中学校（せんなんしりつ しんだち ちゅうがっこう）は、大阪府泉南市にある公立中学校。

## 概要
従来の泉南市立泉南中学校および泉南市立一丘中学校の校区を再編し、1977年に新1年生のみで新設開校した。
地域にはかつて、同名の信達中学校があった。旧信達中学校は1948年に信達町・新家村学校組合立信達中学校として開校し、町村合併で泉南町立信達中学校となり、1958年に泉南町立泉南中学校（現在の泉南市立泉南中学校）へ統合されている。旧信達中学校と現在の信達中学校は学校沿革史の上では直接のつながりはないが、校章や校旗は旧信達中学校のものを継承している。

## 沿革
- 1976年9月16日 - 学校建設工事を開始。
- 1977年3月20日 - 校舎竣工。
- 1977年4月1日 - 泉南市立信達中学校として開校。

## 交通
- JR阪和線 和泉砂川駅 南へ約350m。